# 時任正夫
時任 正夫（ときとう まさお、1912年2月21日 - 1994年11月2日）は、日本の教育者。学校経営者。元学校法人北星学園理事長。

## 生涯
北海道札幌市生まれ。1935年北海道帝国大学農学部卒業。同年、札幌光星商業学校教諭。1946年北星高等女学校教諭。1948年北星学園高等部部長（学校長）。1951年北星学園理事。北星学園女子短期大学副学長。1956年北星学園幼稚園園長。北星学園女子短期大学学長。1969年北星学園第2代理事長に就く。1987年学校法人稚内北星学園初代理事長。1991年高齢のため同理事長退任。北星学園名誉理事長に就く。

## 受賞歴
- 北海道社会貢献賞（1969年）
- 藍綬褒章（1970年）
- 勲三等旭日中綬章（1988年）
- 北海道文化賞（1991年）
- 北海道開発功労賞（1992年）

## 参考
- 北星学園百年史刊行委員会『北星学園百年史　通史編』北星学園　1990年
- 『北海道人物・人材情報リスト　2011　き～な』日外アソシエーツ　2010年 p1410